# ناشيونال ريل (المملكة المتحدة)

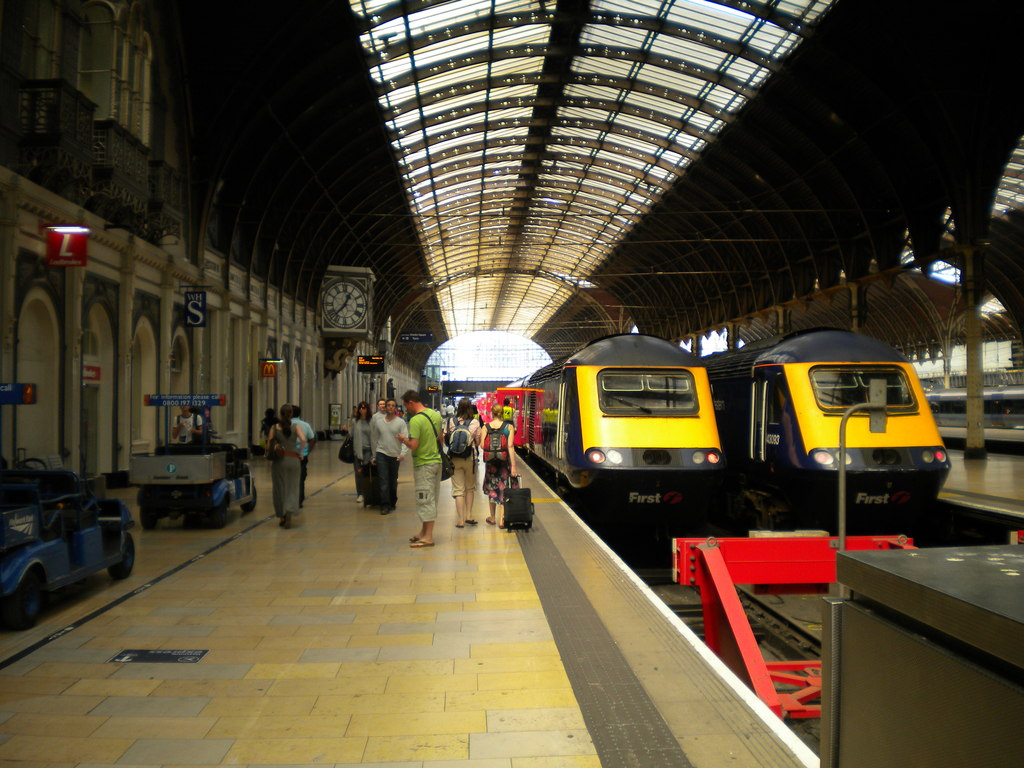
مشهد لعدة قطارات متوقفة في محطة بادينغتون بلندن، إحدى المحطات الرئيسية التي تخدم شبكة "ناشيونال ريل" وتعتبر نقطة مركزية للركاب في نظام السكك الحديدية البريطانية.

ناشيونال ريل (بالإنجليزية: National Rail) هو اسم يُستخدم للإشارة إلى شبكة خدمات قطارات الركاب في بريطانيا العظمى، التي تُشغّلها مجموعة من الشركات الخاصة المرخصة. لا تمثل ناشيونال ريل كيانًا قانونيًا بحد ذاته، وإنما هو علامة تجارية جماعية تُستخدم لتوحيد المعلومات والخدمات المتعلقة بالسفر بالقطار داخل البلاد.
تُشرف على العلامة التجارية مجموعة السكك الحديدية للنقل (Rail Delivery Group) ، والتي تتولى تنسيق الجداول الزمنية، ونظام التذاكر، ومركز خدمة العملاء الوطني. تُستخدم علامة ناشيونال ريل في معظم المحطات وعلى التذاكر، مما يُسهل على الركاب التنقل بين مختلف الشركات ضمن نظام موحد.
لا تشمل خدمات ناشيونال ريل شبكات السكك الحديدية في أيرلندا الشمالية، حيث توجد شبكة منفصلة تُعرف باسم NI Railways.